# 李德楨
李德楨（英語：Lee, Frankie Tak Ching，1955年—），香港实业家、社会活动家。

## 生平
1955年生于香港金融世家，祖籍浙江宁波鄞县，是李和声幼子，有兄李德之、李德麟。在香港念完中学后赴美国留学。1979年，毕业于美国南加州大学工学院土木工程系。毕业后赴美国德州休斯顿，任职建筑工程设计公司。
1984年离职，在美国投资医疗用纺织品。1990年，回香港设立分公司，生产医用纺织品，销往美国市场，但因刚步入香港不熟悉市场而面临香港纺织业的激烈竞争，企业一度低迷。1996年，投资口腔医疗用品，获得成功。2008年至今，任漢瑞祥有限公司行政總裁。亦是香港、上海柏洹国际贸易有限公司董事长，香港永固紙業有限公司董事。
1990年至今，任香港大唐有限公司执行董事。2011年至今，任香港中文大学校董、逸夫书院董事。亦任上海總會常务理事、香港東北扶輪社董事。2000年，当选上海市政協委員。是香港赛马会会员，曾拥有赛马大唐勇士、大唐勇將。